# Dimčo Beljakov
Dimčo Beljakov (in bulgaro Димчо Беляков?, traslitterato anche Dimtcho o Dimcho nel nome e Belyakov nel cognome; Goce Delčev, 6 ottobre 1971) è un ex calciatore bulgaro di ruolo attaccante.

## Carriera
Calciatore professionista in Bulgaria, Turchia e Germania, gioca la maggior parte della sua carriera nel Liteks Loveč, col quale disputa 122 partite in massima divisione bulgara, segnando 54 gol, e laureandosi campione di Bulgaria per due volte consecutivamente, nel 1997-98 e 1998-99, risultando anche capocannoniere nella seconda manifestazione. Con questa squadra debutta anche nelle competizioni continentali, giocando la Coppa UEFA nel 1999 e nel 2004 e i preliminari della UEFA Champions League 1999-2000. Gioca anche 111 partite in 2. Fußball-Bundesliga con le maglie di Norimberga e RW Oberhausen, segnando complessivamente 36 reti.

## Statistiche
Statistiche aggiornate al termine della carriera.

### Presenze e reti nei club
| Stagione                    | Squadra                     | Campionato                  | Campionato | Campionato | Coppe nazionali | Coppe nazionali | Coppe nazionali | Coppe continentali | Coppe continentali | Coppe continentali | Altre coppe | Altre coppe | Altre coppe | Totale | Totale |
| Stagione                    | Squadra                     | Comp                        | Pres       | Reti       | Comp            | Pres            | Reti            | Comp               | Pres               | Reti               | Comp        | Pres        | Reti        | Pres   | Reti   |
| --------------------------- | --------------------------- | --------------------------- | ---------- | ---------- | --------------- | --------------- | --------------- | ------------------ | ------------------ | ------------------ | ----------- | ----------- | ----------- | ------ | ------ |
| 1990-1991                   | Pirin Goce Delčev           | V-AFG                       | 12         | 2          | CB              | ?               | ?               | -                  | -                  | -                  | -           | -           | -           | 12+    | 2+     |
| 1991-1992                   | Pirin Blagoevgrad           | A-PFG                       | 17         | 3          | CB              | ?               | ?               | -                  | -                  | -                  | -           | -           | -           | 17+    | 3+     |
| 1992-1993                   | Belasica Petrič             | B-PFG                       | 19         | 7          | CB              | ?               | ?               | -                  | -                  | -                  | -           | -           | -           | 19+    | 7+     |
| 1993-1994                   | Belasica Petrič             | B-PFG                       | 24         | 9          | CB              | ?               | ?               | -                  | -                  | -                  | -           | -           | -           | 24+    | 9+     |
| Totale Belasica Petrič      | Totale Belasica Petrič      | Totale Belasica Petrič      | 43         | 16         |                 | ?               | ?               |                    | -                  | -                  |             | -           | -           | 43+    | 16+    |
| 1994-1995                   | Liteks Loveč                | A-PFG                       | 27         | 9          | CB              | ?               | ?               | -                  | -                  | -                  | -           | -           | -           | 27+    | 9+     |
| 1995-1996                   | Liteks Loveč                | A-PFG                       | 28         | 11         | CB              | ?               | ?               | -                  | -                  | -                  | -           | -           | -           | 28+    | 11+    |
| 1996-1997                   | Liteks Loveč                | B-PFG                       | 29         | 23         | CB              | ?               | ?               | -                  | -                  | -                  | -           | -           | -           | 29+    | 23+    |
| 1997-gen. 1998              | Liteks Loveč                | B-PFG                       | 14         | 5          | CB              | ?               | ?               | -                  | -                  | -                  | -           | -           | -           | 14+    | 5+     |
| gen.-giu. 1998              | Gaziantepspor               | SL                          | 16         | 4          | CT              | 2               | 0               | -                  | -                  | -                  | -           | -           | -           | 18     | 4      |
| 1998-1999                   | Liteks Loveč                | A-PFG                       | 25         | 21         | CB              | ?               | ?               | UCL+CU             | 3+2                | 1+0                | -           | -           | -           | 30+    | 22+    |
| 1999-2000                   | Norimberga                  | 2L                          | 30         | 14         | CG              | 1               | 0               | -                  | -                  | -                  | -           | -           | -           | 31     | 14     |
| 2000-2001                   | Norimberga                  | 2L                          | 17         | 4          | CG              | 1               | 1               | -                  | -                  | -                  | -           | -           | -           | 18     | 5      |
| Totale Norimberga           | Totale Norimberga           | Totale Norimberga           | 47         | 18         |                 | 2               | 1               |                    | -                  | -                  |             | -           | -           | 49     | 19     |
| 2001-2002                   | RW Oberhausen               | 2L                          | 23         | 7          | CG              | 2               | 1               | -                  | -                  | -                  | -           | -           | -           | 25     | 8      |
| 2002-2003                   | RW Oberhausen               | 2L                          | 32         | 11         | CG              | 2               | 0               | -                  | -                  | -                  | -           | -           | -           | 33     | 11     |
| 2003-2004                   | RW Oberhausen               | 2L                          | 9          | 0          | CdL             | 0               | 0               | -                  | -                  | -                  | -           | -           | -           | 9      | 0      |
| Totale Rot Weiss Oberhausen | Totale Rot Weiss Oberhausen | Totale Rot Weiss Oberhausen | 64         | 18         |                 | 4               | 1               |                    | -                  | -                  |             | -           | -           | 68     | 19     |
| 2003-2004                   | Liteks Loveč                | A-PFG                       | 13         | 4          | CB              | ?               | ?               | -                  | -                  | -                  | -           | -           | -           | 13+    | 4+     |
| 2004-2005                   | Liteks Loveč                | A-PFG                       | 15         | 4          | CB              | 1+              | 0+              | CU                 | 4                  | 2                  | -           | -           | -           | 20+    | 6+     |
| Totale Liteks Loveč         | Totale Liteks Loveč         | Totale Liteks Loveč         | 151        | 77         |                 | 1+              | 0+              |                    | 9                  | 3                  |             | -           | -           | 161+   | 80+    |
| 2005-2006                   | Brestnik 1948               | B OFB                       | 26         | 17         | CB              | ?               | ?               | -                  | -                  | -                  | -           | -           | -           | 26+    | 17+    |
| 2006-2007                   | Brestnik 1948               | B OFB                       | 28         | 19         | CB              | ?               | ?               | -                  | -                  | -                  | -           | -           | -           | 28+    | 19+    |
| 2007-2008                   | Brestnik 1948               | B OFB                       | 9          | 2          | CB              | ?               | ?               | -                  | -                  | -                  | -           | -           | -           | 9+     | 2+     |
| Totale Brestnik 1948        | Totale Brestnik 1948        | Totale Brestnik 1948        | 53         | 38         |                 | ?               | ?               |                    | -                  | -                  |             | -           | -           | 53+    | 38+    |
| Totale carriera             | Totale carriera             | Totale carriera             | 403        | 176        |                 | 9+              | 2+              |                    | 9                  | 3                  |             | -           | -           | 421+   | 181+   |

### Cronologia presenze e reti in nazionale
| Cronologia completa delle presenze e delle reti in nazionale ― Bulgaria | Cronologia completa delle presenze e delle reti in nazionale ― Bulgaria | Cronologia completa delle presenze e delle reti in nazionale ― Bulgaria | Cronologia completa delle presenze e delle reti in nazionale ― Bulgaria | Cronologia completa delle presenze e delle reti in nazionale ― Bulgaria | Cronologia completa delle presenze e delle reti in nazionale ― Bulgaria | Cronologia completa delle presenze e delle reti in nazionale ― Bulgaria | Cronologia completa delle presenze e delle reti in nazionale ― Bulgaria |
| Data                                                                    | Città                                                                   | In casa                                                                 | Risultato                                                               | Ospiti                                                                  | Competizione                                                            | Reti                                                                    | Note                                                                    |
| ----------------------------------------------------------------------- | ----------------------------------------------------------------------- | ----------------------------------------------------------------------- | ----------------------------------------------------------------------- | ----------------------------------------------------------------------- | ----------------------------------------------------------------------- | ----------------------------------------------------------------------- | ----------------------------------------------------------------------- |
| 11-3-1997                                                               | Sofia                                                                   | Bulgaria                                                                | 0 – 1                                                                   | Slovacchia                                                              | Amichevole                                                              | -                                                                       | 46’                                                                     |
| 4-11-1998                                                               | Sofia                                                                   | Bulgaria                                                                | 0 – 0                                                                   | Algeria                                                                 | Amichevole                                                              | -                                                                       | 46’                                                                     |
| Totale                                                                  |                                                                         | Presenze                                                                | 2                                                                       |                                                                         | Reti                                                                    | 0                                                                       |                                                                         |

## Palmares

### Club

#### Competizioni nazionali
- Vtora profesionalna futbolna liga: 1

Liteks Loveč: 1996-1997
- Campionato bulgaro: 2

Liteks Loveč: 1997-1998, 1998-1999
- 2. Fußball-Bundesliga: 1

Norimberga: 2000-2001
- Coppa di Bulgaria: 1

Liteks Loveč: 2003-2004

### Individuale
- Capocannoniere del campionato bulgaro: 1

1998-1999 (21 gol)